# Retimno

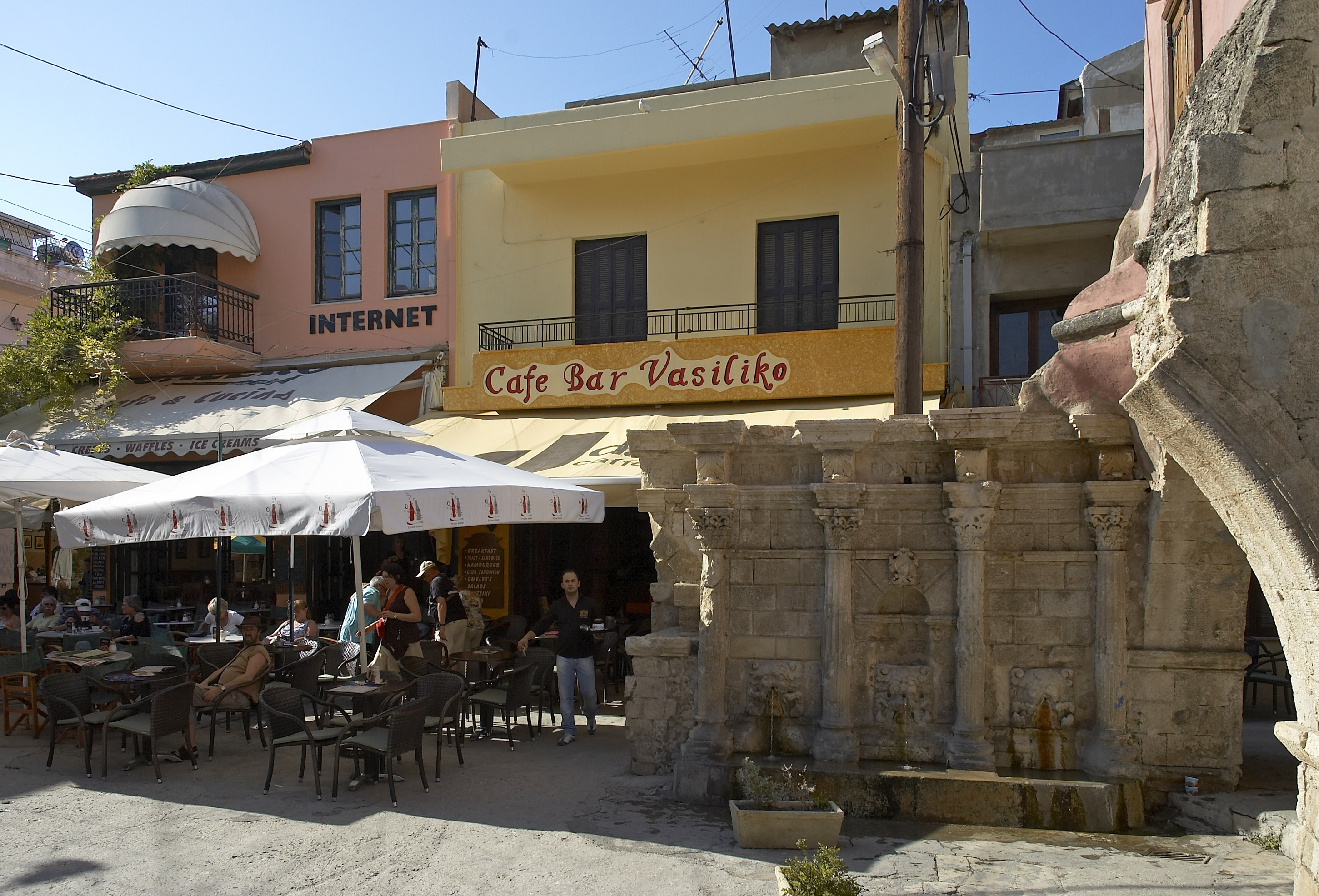
Fonte de Rimondi, século XVII

Retimno (em grego: Ρέθυμνο), Rethymnon, Réthymnon ou Rhíthymnos é uma das principais cidades e um município da ilha de Creta, Grécia, capital da unidade regional homónima. A sua origem remonta à Antiguidade, quando se chamava Ritimna (Ριθυμνα (Rhithymna)) ou Arsínoe. Embora durante o período minoico nunca tivesse ganho muita importância, cunhava as suas próprias moedas; o motivo de uma dessas moedas antigas constituiu atualmente o brasão da cidade, com dois golfinhos formando um círculo.
O município tem 397,5 km² de área e está dividido em quatro unidades municipais: Arcádi, Lapa, Nikiforos Fokás e Retimno. Em 2001, o conjunto desses antigos municípios extintos em 2011 para formar o atual município de Retimno tinha 54 900 habitantes (densidade: 138,1 hab./km²). A unidade municipal de Retimno tem 126,5 km² e em 2001 tinha 35 687 (densidade: 282,1 hab./km²), dos quais 28 987 na cidade propriamente dita.

## História
A região tem um rico passado histórico, nomeadamente por ter estado ligada a Cidónia, um dos centros da Civilização Minoica, situada a leste de Retimno, provavelmente no que é hoje Chania. Retimno propriamente dita só ganhou importância na Idade Média, durante o período em que Creta foi uma colónia da República de Veneza (ver Ducado de Cândia). Os venezianos ocuparam a ilha no início do século XIII, estabelecendo a sua capital em Cândia (Heraclião), e decidiram estabelecer um entreposto comercial intermédio entre Cândia e Chania. A cidade prosperou e tornou-se sé episcopal e notoriedade. A cidade foi conquistada pelos otomanos em 1646 e, como o resto de Creta foi por eles governada durante mais de 250 anos. Durante o período otomano a cidade chamou-se Resmo e foi a capital de um sanjaco (província).
Durante a conquista alemã de Creta (20 a 30 de maio de 1941), Retimno foi um dos três locais onde foram lançados tropas paraquedistas alemãs no primeiro dia da invasão. Retimno tinha uma grande importância militar devido ao aeroporto próximo recentemente construído. A batalha de Retimno foi travada entre os paraquedistas alemães e forças australianas e gregas. Embora inicialmente os invasores tenham sido repelidos, acabaram por ganhar a batalha após terem recebido reforços vindos de Máleme, na parte noroeste da ilha.[carece de fontes?]

## Património monumental
A parte antiga (palia póli) foi quase toda construída pelos venezianos, embora também haja alguns edifícios otomanos, e é uma das mais bem preservadas cidades antigas de Creta. A cidade ainda conserva um certo ar aristocrático, com os seus edifícios do século XVI, portas com arcos, escadas de pedra, alguns vestígios bizantinos e helénico-romanos e as suas ruas estreitas. Duas das marcas da cidade são  o pequeno e pitoresco porto veneziano e a cidadela do período veneziano, a Fortezza, uma das fortalezas mais bem preservadas de Creta. Há três antigas mesquitas: Kara Mousa Paxá, um antigo mosteiro veneziano, atualmente a sede do Gabinete de Restauração; Veli Paxá, rodeada de um convento islâmico; Neratze, transformada no Odeão Municipal.
A lógia veneziana, um belo edifício renascentista construído no século XVI, era local de encontro e de recreio da aristocracia local durante o período veneziano. Durante o domínio turco foi transformada numa mesquita. Atualmente alberga uma delegação, gabinete de informações do Ministério da Cultura e loja do Museu Arqueológico.
Outros monumentos e locais dignos de nota são o jardim municipal, a igreja e mosteiro franciscano de São Francisco um centro de artes, a Porta Guora ("Porta Grande"; Μεγάλη Πόρτα; Megále Pórta), a praça e fonte de Rimondi. Esta última foi construída em 1626, em substituição de outra mais antiga.
Entre os eventos anuais com interesse turístico e cultural destacam-se um em memória do holocausto de 1866 no Mosteiro de Arcádi, realizado nos dias 7 e 8 de novembro. O Festival da Dieta Cretense, realizado no início de julho, além da exposição, venda e degustação de produtos e pratos regionais, inclui seminários sobre esses temas e espetáculos musicais e de dança; até 2008 era chamado Festival do Vinho. Outros festividades locais são o Carnaval, que inclui um grande desfile no Domingo de Carnaval, a Dormição de Maria, a 15 de agosto e o Festival da Renascença, realizado entre o fim de agosto e início de setembro, que inclui representações teatrais e concertos de obras medievais, renascentistas e barrocas.

### Museus
- Museu Arqueológico[8][9]

- Museu Histórico e Folclórico[10][11][12][13]

- Museu Eclesiástico[14]

- Museu de Paleontologia[15]

- Museu da Vida Marinha — instalado numa antiga abadia na cidade velha[16][17]

- Museu de Arte Contemporânea de Creta — Galeria Municipal "L. Kanakakis"[18][19]

- Coleção Eleni Frantzeskaki — de artesanato tradicional local, sobretudo têxteis (tecidos, bordados, rendas, etc.)[17]

- Museu Militar (em Chromonastiri) — instalado na Villa Claudio, uma mansão veneziana[20]

## Economia e infraestruturas
Atualmente a principal fonte de receitas da cidade é o turismo, que se desenvolveu sobretudo a partir das duas últimas décadas do século XX. Com as suas extensas praias de areia, Retimno é uma estância balnear com alguma importância. A agricultura também contribui bastante para a economia local, sobretudo pela produção de azeite e outros produtos tipicamente mediterrânicos.[carece de fontes?]
A Universidade de Creta tem um campus em Galos, nos arredores da cidade, onde se situam as faculdades de filosofia e de ciências sociais e política, frequentadas por cerca de 8 000 estudantes, bem como a biblioteca universitária e o Instituto Académico de Estudos Mediterrânicos.

## Localidades da unidade municipal
| População |        |        |        |        |        |        |        |
| \| Localidades \| 1940 \| 1951 \| 1961 \| 1971 \| 1981 \| 1991 \| 2001 \| \| ----------------------- \| ------ \| ------ \| ------ \| ------ \| ------ \| ------ \| ------ \| \| Retimno \| 8 648 \| 11 057 \| 14 999 \| 14 969 \| 17 136 \| 23 355 \| 28 987 \| \| Agia Irini \| 96 \| 88 \| 63 \| 47 \| 34 \| 63 \| 49 \| \| Agios Markos \| — \| — \| — \| — \| 18 \| 65 \| — \| \| Anogeia \| 50 \| 25 \| 25 \| 21 \| 13 \| 15 \| 89 \| \| Gallos \| 315 \| 274 \| 252 \| 180 \| 146 \| 205 \| 430 \| \| Giannoudi \| 92 \| 82 \| 78 \| 30 \| 22 \| 23 \| 96 \| \| Kastellakia \| — \| 45 \| 27 \| 36 \| 105 \| — \| — \| \| Koumpes \| — \| 106 \| — \| — \| — \| — \| — \| \| Metochi Albani \| 67 \| 79 \| 31 \| — \| — \| — \| — \| \| Megalo Metochi (Risvan) \| — \| 33 \| 25 \| — \| 6 \| 28 \| 29 \| \| Mikro Metochi \| — \| — \| — \| — \| 29 \| 91 \| 188 \| \| Misiria \| 294 \| 212 \| — \| — \| — \| — \| — \| \| Ksiro Chorio \| 214 \| 219 \| 132 \| 90 \| — \| 114 \| 131 \| \| Perivolia \| 853 \| 805 \| — \| — \| — \| — \| — \| \| Planates \| 343 \| 488 \| — \| — \| — \| — \| — \| \| Tria Monastiria \| — \| — \| — \| — \| 18 \| 105 \| 107 \| \| Total \| 10 972 \| 13 513 \| 15 632 \| 15 373 \| 18 190 \| 24 064 \| 31 687 \| |        |        |        |        |        |        |        |
| Localidades | 1940   | 1951   | 1961   | 1971   | 1981   | 1991   | 2001   |
| Retimno | 8 648  | 11 057 | 14 999 | 14 969 | 17 136 | 23 355 | 28 987 |
| Agia Irini | 96     | 88     | 63     | 47     | 34     | 63     | 49     |
| Agios Markos | —      | —      | —      | —      | 18     | 65     | —      |
| Anogeia | 50     | 25     | 25     | 21     | 13     | 15     | 89     |
| Gallos | 315    | 274    | 252    | 180    | 146    | 205    | 430    |
| Giannoudi | 92     | 82     | 78     | 30     | 22     | 23     | 96     |
| Kastellakia | —      | 45     | 27     | 36     | 105    | —      | —      |
| Koumpes | —      | 106    | —      | —      | —      | —      | —      |
| Metochi Albani | 67     | 79     | 31     | —      | —      | —      | —      |
| Megalo Metochi (Risvan) | —      | 33     | 25     | —      | 6      | 28     | 29     |
| Mikro Metochi | —      | —      | —      | —      | 29     | 91     | 188    |
| Misiria | 294    | 212    | —      | —      | —      | —      | —      |
| Ksiro Chorio | 214    | 219    | 132    | 90     | —      | 114    | 131    |
| Perivolia | 853    | 805    | —      | —      | —      | —      | —      |
| Planates | 343    | 488    | —      | —      | —      | —      | —      |
| Tria Monastiria | —      | —      | —      | —      | 18     | 105    | 107    |
| Total | 10 972 | 13 513 | 15 632 | 15 373 | 18 190 | 24 064 | 31 687 |